# Теорема Фенхеля — Моро

Функция, которая не полунепрерывна снизу. По теореме Фенхеля — Моро, эта функция не равна своей второй сопряжённой.

Теорема Фенхеля — Моро — необходимое и достаточное условие того, что вещественнозначная функция равна своему двоекратному выпуклому сопряжению. При этом для любой функции верно, что {\displaystyle f^{**}\leqslant f}.
Утверждение можно рассматривать как обобщение теоремы о биполяре. Она используется в теории двойственности для доказательства сильной двойственности (через функцию возмущений).
Теорема доказана для конечномерного случая Вернером Фенхелем в 1949 году и для бесконечномерного — Жан-Жаком Моро в 1960 году.

## Утверждение теоремы
Пусть {\displaystyle (X,\tau )} будет хаусдорфовым локально выпуклым пространством. Для любой функции со значениями на расширенной числовой прямой {\displaystyle f:X\to \mathbb {R} \cup \{\pm \infty \}} следует, что {\displaystyle f=f^{**}}, где {\displaystyle f^{*}} — выпуклое сопряжение к {\displaystyle f}, тогда и только тогда, когда выполняется одно из следующих условий:
1. {\displaystyle f} является собственной выпуклой функцией[англ.] полунепрерывной снизу и выпуклой функцией,
2. {\displaystyle f\equiv +\infty }, или
3. {\displaystyle f\equiv -\infty }[1][4][5].

В геометрической формулировке теорема утверждает, что необходимым и достаточным условием того, чтобы надграфик функции был пересечением надграфиков аффинных функций, является выпуклость и замкнутость этой функции.